# Гюнтер, Зигмунд
Адам Вильгельм Зигмунд Гюнтер (нем. Adam Wilhelm Siegmund Günther; 6 февраля 1848, Нюрнберг — 4 февраля 1923, Мюнхен) — немецкий математик, геофизик и историк математики. Работы относятся к линейной алгебре, гиперболическим функциям, тригонометрии, геофизике, метеорологии, вулканологии.
Член Немецкого общества естествоиспытателей «Леопольдина» (1877) и Баварской академии наук. Ввёл (1882) общепринятый знак {\displaystyle \approx } для приближённого равенства.

## Биография и научная деятельность
Родился в семье баварского торговца. С 1865 года посещал лекции в пяти университетах Германии (Эрлангенский университет, Гейдельбергский университет, Лейпцигский университет, Берлинский университет, Гёттингенский университет). В 1870 году принял участие во франко-прусской войне в качестве добровольца.
В 1872 году окончил обучение, некоторое время преподавал в школе, затем (1873) защитил диссертацию и был принят преподавателем Мюнхенского политехникума. В 1876 году переселился в Ансбах, где преподавал математику и физику, спустя несколько лет вернулся в Мюнхен, где вплоть до отставки в 1920 году был профессором географии. В качестве преподавателя заслужил самые высокие оценки.
С 1878 по 1884 год был депутатом рейхстага от либеральной Германской прогрессистской партии.

## Основные труды
- Vermischte Untersuchungen zur Geschichte der mathematischen Wissenschaften (1876)
- Grundlehren der mathematischen Geographie u. Astronomie (2 изд. 1886)
- Studien zur Geschichte der mathematischen u. physikalischen Geographie (1877—79)
- Geschichte des mathematischen Unterrichts im deutschen Mittelalter (в 3 томах): Monumenta Germaniae paedagogica (1877)
- Die Meteorologie, ihrem neuesten Standpunkt gemäss dargestellt (1889)